# Nigel Bertrams
Nigel Bertrams (Best, 8 gennaio 1993) è un ex calciatore olandese, di ruolo portiere.

## Carriera

### Club
Cresciuto nelle giovanili del PSV, ha esordito il 30 ottobre 2013 in un match di KNVB beker perso 3-1 contro lo Roda JC.

## Statistiche

### Presenze e reti nei club
Statistiche aggiornate al 6 gennaio 2017.
| Stagione        | Squadra         | Campionato      | Campionato | Campionato | Coppe nazionali | Coppe nazionali | Coppe nazionali | Coppe continentali | Coppe continentali | Coppe continentali | Altre coppe | Altre coppe | Altre coppe | Totale | Totale | Totale |
| Stagione        | Squadra         | Comp            | Pres       | Reti       | Comp            | Pres            | Reti            | Comp               | Pres               | Reti               | Comp        | Pres        | Reti        | Pres   | Reti   |        |
| --------------- | --------------- | --------------- | ---------- | ---------- | --------------- | --------------- | --------------- | ------------------ | ------------------ | ------------------ | ----------- | ----------- | ----------- | ------ | ------ | ------ |
| 2013-2014       | PSV             | ERE             | 0          | 0          | CO              | 1               | -3              |                    | -                  | -                  |             | -           | -           | 1      | -3     |        |
| 2014-2015       | PSV             | ERE             | 0          | 0          | CO              | 0               | 0               |                    | -                  | -                  |             | -           | -           | 0      | 0      |        |
| 2015-2016       | Willem II       | ERE             | 0          | 0          | CO              | 0               | 0               |                    | -                  | -                  |             | -           | -           | 0      | 0      |        |
| 2016-2017       | Willem II       | ERE             | 0          | 0          | CO              | 0               | 0               |                    | -                  | -                  |             | -           | -           | 0      | 0      |        |
| 2017-2018       | NAC Breda       | ERE             | 4          | -6         | CO              | 0               | 0               |                    | -                  | -                  |             | -           | -           | 4      | -6     |        |
| Totale carriera | Totale carriera | Totale carriera | 4          | -6         |                 | 1               | -3              |                    | -                  | -                  |             | -           | -           | 5      | -9     |        |

## Palmarès

### Club

#### Competizioni nazionali
- Campionato olandese: 1

PSV: 2014-2015